# 久游网
久游网（英語：Shanghai Everstar Online Entertainment Co .Ltd.）是中国大陆地区新兴的网络游戏开发商、运营商及互联网内容服务提供商（ICP）。
公司最早的风险投资资本由美国凯雷投资集团、香港招商局集团招商富鑫资产管理有限公司及中韩移动投资基金三家共同出资1400万美元改组而成。2008年，新加坡淡马锡投资机构为久游注资一亿美元。

## 游戏产品
久游目前的主要收入来自其游戏运营收入，同时久游也通过自主开发进军网络游戏开发商行列。

### 手机网游
- SD敢达强袭战线
- SD敢达战争要塞
- 拂曉：勝利之刻

## 互联网产品及服务
- 久游博客：久游网提供的多媒体博客服务。
- 久游视频 （页面存档备份，存于）：久游网提供的播客服务。
- 随心秀：虚拟形象服务。
- 久游社区 （页面存档备份，存于）：BBS服务。
- 手机游戏服务：手机增资服务。

## 外部連結
- 久游网中文说明 （页面存档备份，存于）
- 久游网英文说明 （页面存档备份，存于）